# Plectris angusta
Plectris angusta är en skalbaggsart som beskrevs av Frey 1974. Plectris angusta ingår i släktet Plectris och familjen Melolonthidae. Inga underarter finns listade i Catalogue of Life.